# قیف (فیلم)
قیف فیلمی ایرانی، ژانر کمدی فانتزی به کارگردانی محسن امیریوسفی، نویسندگی رضا عطاران و محسن امیریوسفی و تهیه‌کنندگی سعید ملکان تولید سال ۱۴۰۱ است.
این فیلم در روز پنجشنبه ۱۵ شهریور ۱۴۰۳ اکران عمومی شد.

## بازیگران
| بازیگر           | شخصیت      |
| ---------------- | ---------- |
| رضا عطاران       | قیف/خسرو   |
| عباس جمشیدی‌فر    | دکتر اسد   |
| فریده سپاه منصور | پیری ملوک  |
| گیتی معینی       | اورانوس    |
| غلامرضا نیکخواه  | ژاله       |
| صدف اسپهبدی      | ان‌سی‌       |
| محمود نظرعلیان   | شاه هوشنگ  |
| ویدا جوان        | سوگل       |
| تورج نصر         | عمو گاردی  |
| حسین عابدینی     | مرد ترنس   |
| شبنم گودرزی      | جوانی ملوک |
| بهرام بهرامیان   | آرزو       |
| علی باباجانی     |            |
| حمیدرضا دشتی     |            |